# Tarifa diaria promedio
La tarifa diaria promedio (comúnmente conocida como ADR - por sus siglas en inglés Average Daily Rate) es una unidad estadística que se utiliza a menudo en la industria del alojamiento. El número representa el ingreso promedio por habitación ocupada, pagada en un período de tiempo dado. La ADR junto con la ocupación de la propiedad son las bases para el rendimiento financiero de la propiedad.
La ADR es uno de los indicadores financieros de uso común en la industria hotelera, utilizado para medir cuán bien un hotel se desempeña en comparación con sus competidores y así mismo (año tras año). Es común en la industria hotelera que la ADR aumente gradualmente año tras año trayendo más ingresos. Sin embargo, la ADR en sí no es suficiente para medir el rendimiento de un hotel. Se debe combinar la ADR, la ocupación y el RevPAR (ingresos por habitación disponible) para hacer un buen juicio sobre el rendimiento total del hotel.

## Fórmula
La ADR se calcula dividiendo el ingreso de las habitaciones, entre el número de habitaciones vendidas, se deben excluir las habitaciones de huéspedes de casa (conocidas como "House use") y habitaciones gratuitas (conocidas como complimentary) del denominador.
1. ↑  Reid, Robert (2009). Hospitality Marketing Management, 5th Edition. Wiley and Sons. pp. 305-306.

- Datos: Q4828268